# Ringaren i Notre Dame (film, 1982)
För andra betydelser, se Ringaren i Notre Dame (olika betydelser).
Ringaren i Notre Dame (engelska: The Hunchback of Notre Dame) är en brittisk-amerikansk romantisk dramafilm från 1982 i regi av Michael Tuchner och Alan Hume. Filmen är baserad på Victor Hugos roman med samma namn från 1831. I huvudrollerna ses Anthony Hopkins, Derek Jacobi, Lesley-Anne Down och John Gielgud. 

## Handling
Den vanställda Quasimodo fruktas och pinas av stadens invånare, men han är någon helt annan än de tror. En känslig, vänlig och romantisk person. Hans enda vänner är stenfigurerna i katedralen. Men så möter han zigenarflickan Esmeralda och blir kär.

## Rollista i urval
- Lesley-Anne Down – Esmeralda
- Anthony Hopkins – Quasimodo
- Derek Jacobi – Claude Frollo
- David Suchet – Clopin Trouillefou
- Gerry Sundquist – Pierre Gringoire
- Tim Pigott-Smith – Phillipe
- John Gielgud – Jacques Charmolue
- Robert Powell – Kapten Phoebus
- Nigel Hawthorne – Rådman vid Esmeraldas rättegång
- Roland Culver – Biskopen i Paris
- Rosalie Crutchley – Simone
- David Kelly – värdshusvärd
- Joseph Blatchley – Albert
- Dave Hill – Coppenhole
- Donald Eccles – domare
- Timothy Bateson – Commerce
- Jack Klaff – Officer
- Timothy Morand – Maurice